# OpenEdition Journals
OpenEdition Journals, ex  revues.org, è un portale web in lingua francese fondato nel 1999, che pubblica libri e collezioni di riviste nell'ambito delle lettere, delle discipline umanistiche e delle scienze sociali. È stato uno dei primi portali web di riviste accademiche francesi.
Il sito collabora ed è affiliato al progetto OpenEdition, ed è gestito tramite Lodel, una piattaforma editoriale a sorgente aperto, sviluppata da revues.org in linguaggio PHP e rilasciata con licenza GNU GPL nel 2014, che da allora viene messa disposizione delle riviste.
La sede è a Marsiglia, in Francia.

## Storia
Progettata direttamente da una comunità scientifica nota sia a livello nazionale che internazionale, da revues.org nacque il Center for Open Electronic Publishing, per la gestione editoriale delle riviste e del portale. Nel 2007, revues.org fu integrato all'interno di Adonis, un progetto del Ministero della Ricerca francese per la valorizzazione delle scienze sociali.
Dal 2009, OpenEdition ha iniziato a condividere su OpenEdition Books le lezioni di apertura dell'anno accademico del Collège de France, oltre a gestire la piattaforma di blog scientifici hypotheses.org e Calenda, un calendario di eventi pubblici per gli amanti delle lettere e delle scienze umane e sociali.
A metà del 2009, revues.org contava 200 riviste nel perimetro delle scienze umane e sociali, pubblicate da società di apprendimento, istituti di ricerca, case editrici universitarie e private.
Nel 2011, il progetto Adinis ebbe accesso ai finanziamenti TGIR (Très grande infrastructure pour la recherche) del Bibliothèque scientifique numérique e, ciononostante, l'Open Access fu limitato da un modello di business di tipo freemium che lasciava libera la consulazione degli articoli in formato HTML, senza prevedere finestre editoriali o periodi di embargo, mentre i formati PDF e EPub erano riservati agli utenti in abbonamento.

Gli archivi storici di una parte delle riviste erano stati resi disponibili online sul sito di persée.fr, mentre alcuni periodici erano presenti anche sul portale Cairn.info.
All'inizio del 2015, l'offerta freemium comprendeva il 28% delle riviste censite sul portale, il 37% era in Open Access e il 35% avevano una finestra editoriale durante i quali i numeri erano disponibili solamente per gli abbonati. Al riguardo, revues.org raccomandava una durata massima della finestra editoriale pari a dodici mesi.
Dopo il rilascio della piattaforma di editing gratuita Lodel nel 2014, il numero di riviste era più che raddoppiato, arrivando a 431 unità, principalmente supportate dal Centre national de la recherche scientifique, dal Centre national du livre, dalle università e dalle Grandes écoles. Il portale si appoggia al CNRS, all'École des hautes études en sciences sociales e all'Università di Avignone.

## Contenuto
Le riviste coprono l'ambito delle scienze umane e sociali in senso lato, comprendendovi anche le seguenti discipline: storia, scienze politiche, geografia, sociologia, filosofia, psicologia cognitiva, giurisprudenza, scienze dell'informazione e studi audiovisivi.
La maggior parte dei periodici censiti è pubblicata nel territorio e nella lingua francesi, con una certa frazione non trascurabile di articoli in inglese, spagnolo, portoghese.